# ماتيوس كويلو
ماتيوس كويلو (بالإسبانية: Matheus Cuello)‏ هو لاعب كرة قدم أوروغواياني في مركز الوسط، ولد في 10 ديسمبر 1995 في ريفيرا في الأوروغواي. لعب مع نادي ليفربول.

## وصلات خارجية
- ماتيوس كويلو على موقع قاعدة بيانات كرة القدم.إي يو (الإنجليزية)
- ماتيوس كويلو على موقع Soccerway.com (الإنجليزية)